# Crytea frontalis
Crytea frontalis là một loài tò vò trong họ Ichneumonidae.